# 1092
Năm 1092 là một năm trong lịch Julius.